# 恰岑-普拉登

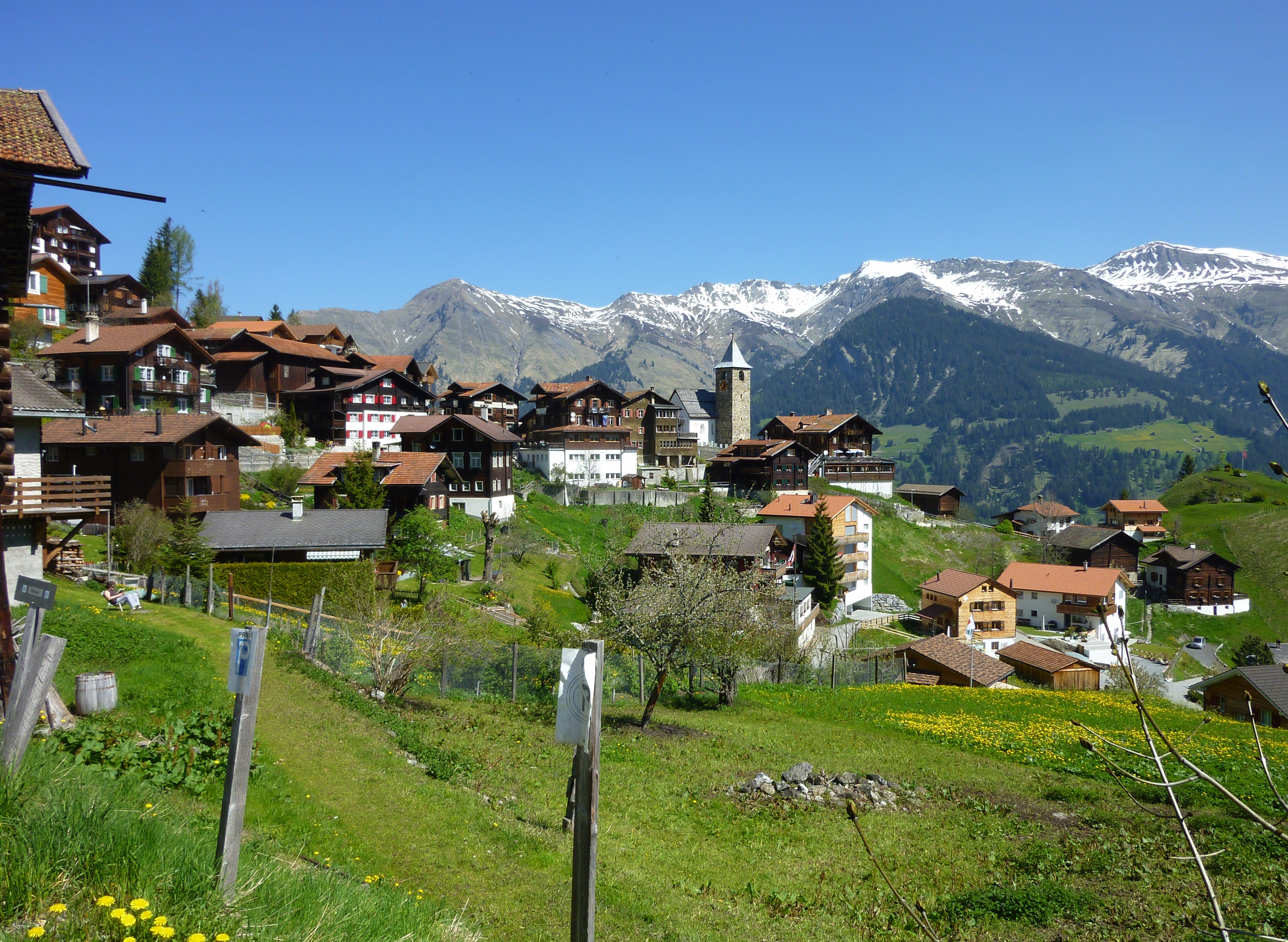

恰岑-普拉登是瑞士的城鎮，位於該國東部，由格勞賓登州負責管轄，面積27.75平方公里，海拔高度1,350米，2011年人口304，人口密度每平方公里11人。